# El hombre de Río Malo
El hombre de Río Malo es una película del subgénero spaghetti western estrenada en 1971. Fue dirigida por Eugenio Martín y contó con la actuación de Lee Van Cleef y Gina Lollobrigida. El guion fue escrito por Philip Yordan y Eugenio Martín.

## Argumento
La banda de forajidos de Roy King se dedica a ayudar a los revolucionarios mexicanos y también al gobierno. A través de una serie de artimañas logra robar a ambos bandos. Tras un millonario robo a un banco, Roy y su pandilla huye en tren, donde conoce a Alicia, una misteriosa mujer que secretamente se dedica a cazar maridos y adueñarse de su fortuna.

## Reparto
- Lee Van Cleef como Roy King.
- Gina Lollobrigida como Alicia.
- James Mason como Francisco Paco Montero.
- Simón Andreu como Ángel Santos.
- Diana Lorys como Dolores.
- Sergio Fantoni como el coronel Enrique Fierro.
- Jess Hahn como Tom Odie.
- Luis Rivera como Orozco.